# Nicolae Petra
Nicolae Petra (n. 9 octombrie 1909, Sibiel, județul Sibiu, d. 15 august 1985, Mexic) a fost un economist, prozator, eseist, poet și grafician român.

## Biografie
Nicolae Petra s-a născut în satul Sibiel, județul Sibiu la 9 octombrie 1909. Dupa clasele primare urmează cursurile liceului „Gheorghe Lazăr” din Sibiu. Studiază științele economice în Germania unde își ia doctoratul.
În anul 1935 îndeplinește funcția de director al băncii fondate de tatăl său și aceea de secretar al Congresului Economic al Ardealului și Banatului. Un an mai târziu publică cartea „Băncile românești în trecut”. Între 14 septembrie și 21 ianuarie 1941 lucrează ca subsecretar de stat în Ministerul Economiei Naționale.
Evenimentele și urmările celui de-al Doilea Război Mondial îl determină să părăsească țara, stabilindu-se mai întâi în Belgia, iar apoi în America, la Cleveland. Între anii 1949-1950 este redactor la publicația „Solia” editată de Episcopia Ortodoxa Română de la Vatra. De aici pleacă în Mexic, unde va rămâne pentru tot restul vieții. A clădit în La Puebla la propriu, cu mâinile, dincolo de resursele financiare de care a beneficiat, o casă românească, în stilul atât de deosebit al arhitecturii rustice din zona Sibiului.
Prin activitatea sa rămâne una din personalitățile marcante ale exilului, un luptător pentru unitatea românilor din afara țării, un păstrător al datinilor și tradițiilor românești.
S-a stins din viață în ziua de 15 august 1985, în urma unui atac de inimă.

## Activitate in exil
- Împreună cu Vasile Posteucă înființează în 1968 (Mexic) revista „Drum”.

- Împreună cu Virgil Ierunca înființează la Madrid revista „Limite”.

- A finanțat volumul lui Grigore Cugler „Vi-l prezint pe țeavă”, publicat în 1975 la Madrid pentru editura „Limite”.

- A ilustrat lucrările „Poemele poetului pribeag” de Ștefan Baciu, „Catapleteasma bucovineană” de Vasile Posteucă.

## Lucrări publicate
- „Predici în pustiu - Simpla învățătură”, Mexic 1960

- „Cele șapte anotimpuri”, 1961

- „Poezii”, Madrid 1974

- „Predici în pustiu - Inutilitatea omenirii”, Mexic 1982